# Северная Ляо
Северная Ляо (кит. трад. 北遼, упр. 北辽, пиньинь Běi Liáo) — государство, отколовшееся от империи Ляо в 1122 году.

## Раскол империи Ляо
В 1119 году возобновились военные действия между империей Ляо и государством чжурчжэней. В 1120 году пала Верхняя столица киданей. Киданьский император Тяньцзо-ди казнил своих приближённых, подозревая их в заговоре. Один из его родственников — Елюй Юйду — спасая свою жизнь в 1121 году бежал к чжурчжэням и привёл их войска к Средней столице. Теснимый чжурчжэнями, Тяньцзо-ди бежал на запад и укрылся во владениях тангутов.
В этих условиях дядя императора Елюй Цюнь, носивший титул Янь-ван, под предлогом того, что местонахождение императора неизвестно и его, возможно, уже нет в живых, в 3-м месяце 1122 года в Южной столице провозгласил себя императором.
Новый император назначил Елюй Даши главнокомандующим Южным маршрутом, и тот в 5-м месяце 1122 года во главе двух тысяч киданьских и сиских всадников прибыл в Чжочжоу, где с ходу разбил сунские войска при Ланьгоудяне и на плечах противника попытался переправиться через реку Байгоу. Хоть ему это и не удалось, вскоре в его лагере близ Синьчэна собралась 30-тысячная армия. Решительные действия Елюй Даши позволили киданьскому государству отразить угрозу с юга, и направить часть войск против чжурчжэней.
В 6-м месяце 1122 года Янь-ван неожиданно заболел и умер, не оставив наследника. Янь-ван успел пожаловать Ли Чувэню звание главнокомандующего, желая после смерти передать ему управление государством. Ли Чувэнь со своим сыном Ли Ши через сунского сановника Чжао Лянсы установили связь с сунским императором и держали наготове верных людей, чтобы открыть ворота города, после чего планировалось «схватить инородческих вождей с тем, чтобы восстановить прежние обещания о возвращении к верноподданству и об уничтожении варваров» (то есть планировалось уничтожить киданей и признать власть китайского императора). Однако киданин Елюй Даши и сисец Сяо Гань подвели ко дворцу свои отряды, и заставили военных и гражданских чиновников избрать на престол второго сына Тяньцзо-ди, носившего титул Цинь-вана, а временное управление делами поручить вдове Янь-вана, носившей титул Циньгофэй.
Императрица обвинила Ли Чувэня и его сына в том, что те «ввели Янь-вана в заблуждение». Глава заговорщиков Ли Чувэнь, который «установил на севере связи с государством Цзинь, а на юге связался с Тун Гуанем, выражая желание захватить императрицу Сяо и поднести династии Сун земли области Янь», был приговорён к смерти.
В 6-м месяце 1122 года Елюй Даши разгромил под Сюнчжоу отборную сунскую армию, «трупы сунских воинов покрыли юг Сюнчжоу и север Мочжоу»; в 10-м месяце 1122 года огромная сунская армия (по некоторым источникам — до 500 тысяч человек) опять отправилась в нападение на Ляо, но Елюй Даши и Сяо Гань разгромили её, сунская армия понесла огромные потери в живой силе и оружии. Эти победы подняли престиж киданьской империи, и после поражения киданей у заставы Цзюйюнгуань на их защиту выступили тангуты. Их 30-тысячная армия нанесла несколько поражений чжурчжэням, но в решающем сражении на реке Ишуй была разгромлена. Войска чжурчжэней по трём направлениям пошли на захват столичной области Янь.
В этих условиях в рядах защитников киданьского государства произошёл раскол. Сяо Гань предложил план возрождения государства на территории обитания племени си в Маньчжурии. Елюй Даши настаивал на отходе к императору Тяньцзо-ди. В итоге Елюй Даши решился на захват императрицы и убийства Сяо Божэ, а сиские и бохайские воины ушли с Сяо Ганем в Маньчжурию. Отряд Елюй Даши прибыл в лагерь Тяньцзо-ди, где во 2-м месяце 1123 года вдова Янь-вана была казнена. Таким образом формально было восстановлено единство империи Ляо, к тому времени уже существовавшей в основном лишь номинально.

## Повторное образование Северного Ляо
После пленения Тяньцзо-ди чжурчжэнями Елюй Даши возвёл на императорский престол его сына, носившего титул Лян-вана, после чего бежал с ним на запад в сопровождении порядка 200 всадников. Через несколько месяцев Лян-ван умер, и Елюй Даши возвёл на престол Елюй Чжулэ, однако через месяц тот был убит своими соратниками. Поэтому во 2-м месяце 1124 года Елюй Даши решил объявить императором себя.
Воспользовавшись беспокойством, которое вызвало у кочевников появление чжурчжэней в Монголии, Елюй Даши созвал курултай в Бешбалыке, на который прибыли «главы семи областей и вожди 18 племён», где провозгласил создание государства Северная Ляо. Там он получил поддержку 10 тысяч воинов и принял на себя монгольский титул гурхан.
Когда до чжурчжэней дошли слухи о курултае, цзиньский император весной 1129 года отправил против Северной Ляо 20-тысячный корпус под руководством Елюй Юйду (киданина, перешедшего в 1121 году к чжурчжэням). Осенью 1129 года Елюй Юйду занял Кэдуньчэн, однако летучие отряды Северной Ляо вели «малую войну», препятствуя деятельности фуражиров, и, оставшись без продовольствия, Елюй Юйду был вынужден отступить.
Однако в результате сложившегося соотношения сил киданям Елюй Даши не находилось места среди кочевых народов Восточной Азии. Поэтому, взвесив все обстоятельства, во 2-м месяце 1130 года Елюй Даши вместе со своими людьми отправились на запад. Они завоевали себе земли в Средней Азии, и образовали там Каракитайское ханство.